# Albert Döderlein
Albert Sigmund Gustav Döderlein (ur. 5 lipca 1860 w Augsburgu, zm. 10 grudnia 1941 w Monachium) – niemiecki lekarz ginekolog. 

## Życiorys
Studiował medycynę na uniwersytecie w Erlangen, a w latach 1893-1897 był profesorem nadzwyczajnym ginekologii i położnictwa na Uniwersytecie w Lipsku. Następnie był profesorem zwyczajnym na uniwersytetach w Groningen (1897), Tybindze (1897-1907) i Monachium (1907-1934). W 1892 opisał pałeczki kwasu mlekowego, nazywane także ze względu na nazwisko odkrywcy pałeczkami Döderleina. Określenie to dotyczy głównie bakterii Lactobacillus acidophilus, która jest najlepiej poznanym składnikiem mikroflory pochwy, jednakże nie jest ono ścisłe i stosuje się je także do pozostałych pałeczek kwasu mlekowego.